# Dustley Mulder
Dustley Mulder (ur. 27 stycznia 1985 w Baarn) – holenderski piłkarz, grający na pozycji prawego obrońcy.

## Kariera
Mulder rozpoczynał karierę w drużynie juniorskiej Feyenoordu, którego jest wychowankiem. Po 4 latach gry w tej drużynie został zawodnikiem Excelsioru, satelickiego klubu Feyenoordu. W barwach tego klubu w ciągu dwóch sezonów wystąpił w 46 spotkaniach i strzelił 4 gole.
W 2006 roku Mulder został zawodnikiem RKC Waalwijk, klubu grającego w Eredivisie. Był jednym z podstawowych graczy tego klubu. W ciągu 4 lat gry w tym klubie zdobył też 4 bramki w 142 spotkaniach ligowych. Pod koniec sezonu 2009/2010 Mulder pozostał wolnym zawodnikiem, ponieważ wygasł mu kontrakt z Waalwijk.
30 czerwca 2010 Mulder został nowym zawodnikiem Lewskiego Sofia, klubu grającego w bułgarskiej ekstraklasie. 1 lipca zadebiutował w meczu z Metalistem Charków, a następnego dnia podpisał dwuletni kontrakt z tym klubem. Z Lewskim Mulder grał m.in. w rozgrywkach Ligi Europy UEFA. W 2014 roku przeszedł do Apollonu Limassol. W latach 2015–2016 grał w NAC Breda.
Od 2015 roku Mulder grał w reprezentacji Curaçao.